# Laços de Sangue
Laços de Sangue é uma telenovela portuguesa produzida pela SP Televisão que foi exibida pela SIC de 13 de setembro de 2010 a 2 de outubro de 2011, substituindo meses mais tarde Perfeito Coração e sendo substituída por Rosa Fogo. É a "13.ª novela" do canal.
Escrita por Pedro Lopes com a supervisão de Aguinaldo Silva, tem a colaboração de Catarina Dias, Ana Vasques, Eduarda Laia, João Villar, Mário Cunha, Miguel M. Matias e Simone Pereira como guionistas, a direção de Patrícia Sequeira, a direção de elenco de Carla Chambel e Inês Rosado e a direção de produção de Bruno Oliveira.
Conta com Diana Chaves, Diogo Morgado e Joana Santos nos papéis principais.

## Sinopse
Tudo se inicia há 25 anos, quando duas irmãs são levadas na correnteza de um rio. O pai de ambas salva a mais velha, Inês, mas acaba por falecer quando tenta resgatar a outra filha, cujo corpo nunca chega a aparecer. A mãe, que está grávida de um rapaz, assiste a toda a tragédia.
Na atualidade, Inês é uma jovem de personalidade forte, bondosa e sempre pronta a ajudar os outros. Licenciada em Gestão Hoteleira, é proprietária do restaurante M, em sociedade com a mãe. No entanto, algo a atormenta, uma vez que se sente culpada pelo falecimento da irmã. O seu grande amor é João, um médico que parte frequentemente em ações humanitárias. É precisamente quando regressa de uma temporada na Amazónia que João se apercebe de que o amor que sente pela namorada é grandioso e decide pedi-la em casamento que é, prontamente, aceite. Todavia, a felicidade do casal é abalada, não só com o AVC que o avô de João sofre, mas também porque durante o jantar de oficialização do noivado, na sequência de um assalto, a irmã do rapaz, grávida do primeiro filho, é mortalmente alvejada por um assaltante.
A menina que todos julgam desaparecida e que é irmã de Inês trata-se de Marta, que após ser adotada por uma nova família, se chama Diana. O choque do acidente fez com que perdesse a memória e, no seu pensamento, existe um constante desconforto. Diana é uma mulher bonita e com sede de dinheiro e de poder, desprezando o ambiente em que vive. Catarina é uma das suas melhores amigas que, no entanto, nunca conheceu a sua verdadeira personalidade.
Quando descobre toda a verdade, a jovem rapariga recupera as suas memórias e vai procurar a sua família biológica, em especial Inês, que considera culpada pelo que lhe sucedeu no passado. A partir daqui, o seu grande objectivo será um só: vingança. Diana tentará destruir a irmã e reconquistar a vida que nunca chegou a viver, passando por bens materiais, até ao namorado de Inês, João.

## Elenco

### Elenco principal
| Ator/Atriz    | Personagem                         |
| ------------- | ---------------------------------- |
| Diana Chaves  | Inês Nogueira                      |
| Diogo Morgado | João Caldas Ribeiro                |
| Joana Santos  | Diana Pinto Silva / Marta Nogueira |

### Elenco recorrente
| Ator/Atriz             | Personagem                         |
| ---------------------- | ---------------------------------- |
| Carlos Vieira          | Ricardo Caldas Ribeiro Carvalhais  |
| Lia Gama               | Eunice Nogueira                    |
| Margarida Carpinteiro  | Graciete Pinto Silva               |
| Custódia Gallego       | Geraldina Natércia «Gi» Coutinho   |
| João Ricardo           | Armando Coutinho                   |
| Sofia Sá da Bandeira   | Adelaide Caldas Ribeiro Carvalhais |
| Alexandre de Sousa     | Gastão Carvalhais                  |
| Joana Seixas           | Rita Caldas Ribeiro Fonseca        |
| Pepê Rapazote          | Luís Felipe Assunção Barros        |
| Gracinda Nave          | Isabel Barros                      |
| Ricardo Carriço        | Jaime Vilar                        |
| António Cordeiro       | Álvaro Brito                       |
| Emília Silvestre       | Francisca Caldas Ribeiro Sobral    |
| Pompeu José            | António Silva                      |
| Carla Maciel           | Gabriela Miranda                   |
| Sílvia Filipe          | Fátima Brito                       |
| Jorge Mourato          | Lourenço Miranda                   |
| Ana Guiomar            | Liliana Pimentel                   |
| Rui Santos             | Manuel Dantas                      |
| Manuel Wiborg          | Vicente Fonseca                    |
| Hugo Sequeira          | Bernardo Coutinho                  |
| Dânia Neto             | Marisa Pereira                     |
| Débora Ghira           | Sheila Baptista                    |
| Pedro Diogo            | César Martins                      |
| Sisley Dias            | Tiago Nogueira                     |
| Tomás Alves            | Sidério «Tremoço» Gameiro          |
| Juana Pereira da Silva | Sandra Cristina Nunes Machado      |
| Ângelo Rodrigues       | Orlando Aires                      |
| João Baptista          | José «Zé» Gonçalves                |
| José Carlos Garcia     | Domingos Machado                   |

### Elenco infantil
| Ator/Atriz         | Personagem     |
| ------------------ | -------------- |
| Bernardo Oliveira  | David Barros   |
| Daniela Marques    | Filipa Pereira |
| João Maria Maneira | Marco Brito    |

### Atores convidados
| Ator/Atriz          | Personagem                   |
| ------------------- | ---------------------------- |
| Susana Vieira       | Lara Romero                  |
| Sinde Filipe        | Frederico Caldas Ribeiro     |
| Maria Botelho Moniz | Alice Caldas Ribeiro Dantas  |
| José Fidalgo        | Joaquim Nogueira (jovem)     |
| Leonor Seixas       | Eunice Nogueira (jovem)      |
| Margarida Cardeal   | Graciete Pinto Silva (jovem) |
| Pedro Carraca       | António Silva (jovem)        |
| Virgílio Castelo    | Henrique Sobral              |

### Elenco adicional
| Ator/Atriz         | Personagem                                 |
| ------------------ | ------------------------------------------ |
| Sandro Pedroso     | Namorado de Lara                           |
| Max Fercondini     | Doutor Ricardo                             |
| Ricardo Pereira    | Hélio                                      |
| Gonçalo Waddington | Daniel                                     |
| Miguel Raposo      | Phillipe                                   |
| Rúben Gomes        | Nuno Magalhães                             |
| Sandra Barata Belo | Júlia Fernandes                            |
| Inês Castel-Branco | Mónica                                     |
| Cândido Ferreira   | Ernesto                                    |
| Manuela Cassola    | Laura                                      |
| Joana Barradas     | Petra                                      |
| Sara Barros Leitão | Luna                                       |
| Rui Porto Nunes    | Sérgio Pedrosa                             |
| Rui Mello          | Amaral                                     |
| Tânia Alves        | Guarda da prisão                           |
| Paula Bobone       | Professora de etiqueta de Armando Coutinho |
| Paulo Futre        | Ele mesmo                                  |
| Filipe Crawford    | Padre Jerónimo Freitas                     |
| Ana Marta Ferreira | Susana                                     |
| Adérito Lopes      | Médico                                     |
| Alexandre Ferreira | Polícia                                    |
| Amélia Videira     | Maria da Graça Coutinho                    |
| Carlos Oliveira    | Médico                                     |
| Carlos Queiroz     | Paulo                                      |
| Carloto Cotta      | André                                      |
| Eduardo Viana      | Varatojo                                   |
| Helena Afonso      | Custódia da Conceição Antunes              |
| Jorge Oliveira     | Dr. Sérgio                                 |
| José Boavida       | Antero                                     |
| Luís Vicente       | Matoso                                     |
| Luzia Paramés      | Directora Creche                           |
| Maria Simões       | Antónia                                    |
| Paula Mora         | Maria do Céu                               |
| Pedro Barbeitos    | Médico                                     |
| Ronaldo Bonacchi   | Homem que perdeu os documentos             |
| Sandra B.          | Dolores                                    |
| Dimitry Bogomolov  | Dr. Sergei                                 |
| Carmen Santos      | Luísa                                      |
| João de Carvalho   | Dono de uma Cadeia de Hoteis               |
| Rodrigo Saraiva    | Editor do Livro de Jaime                   |
| Undina de Sousa    | D.Madalena                                 |

## Produção
A novela teve "Caminho da Felicidade" como título provisório, sendo mais tarde oficializada com o título "Laços de Sangue". Pela primeira vez, a SIC e a TV Globo assinam um acordo de co-produção na área da ficção, resultando na criação da novela. A parceria inclui o envolvimento das duas empresas em todas as etapas de criação e produção de novelas, incluindo roteiro, planeamento e definição de elementos artísticos. Dos 322 episódios de produção e de exibição de Laços de Sangue, cada um dos episódios está orçamentado em 200.000€. É uma das produções mais caras da SIC.
As gravações decorreram entre 2010 e 2011 nos estúdios da SP Televisão, em Lisboa, na Amazónia, no Lago do Alqueva e em Viana do Castelo.
A 3 de outubro de 2011 tornou-se na 2ª novela portuguesa a ser nomeada para um Emmy Internacional na categoria de Melhor Telenovela, em conjunto com Meu Amor, da TVI. A novela ganhou o prémio Emmy Internacional de melhor telenovela de 2011.

## Exibição
Laços de Sangue estreou a 13 de setembro de 2010, em substituição de Perfeito Coração após esta ter terminado meses antes, em junho de 2010. Terminou a 2 de outubro de 2011, com 322 episódios de exibição, sendo substituída por Rosa Fogo.
Na SIC a telenovela foi reexibida de 10 de outubro de 2016 a 3 de novembro de 2017, substituindo Dancin' Days e sendo substituída por Sol de Inverno.

### Exibição internacional
| País               | Canal                                    | Título local           | Estreia                | Final                 |
| ------------------ | ---------------------------------------- | ---------------------- | ---------------------- | --------------------- |
| Portugal           | SIC                                      | Laços de Sangue        | 13 de setembro de 2010 | 2 de outubro de 2011  |
| Portugal           | Globo Portugal                           | Laços de Sangue        | 8 de setembro de 2013  | 26 de julho de 2014   |
| Angola             | TV Zimbo                                 | Laços de Sangue        | 31 de março de 2014    |                       |
| Italia             | Rai 1 (reexibida em Rai Premium e Rai 2) | Legàmi                 | 24 de maio de 2014     | 3 de setembro de 2016 |
| Bulgária           | bTV Lady                                 | Свързани съдби         | 13 de outubro de 2014  |                       |
| Brasil             | SIC Internacional                        | Laços de Sangue        | 2 de fevereiro de 2015 | 2016                  |
| Romênia            | Prima TV                                 | Legături de sânge      | 2015                   | 2015                  |
| Estónia            | TTV                                      | Veresidemed            | 2015                   | 2016                  |
| Macedónia do Norte | Сител                                    | Тајната на дивата река | 2016                   | 2017                  |
| Turquia            | TV8                                      | İntikam Vakti          | 2016                   | 2016                  |
| França             | Réseau Outre-Mer 1re                     | Liens de Sang          |                        |                       |
| Indonésia          | NET.                                     | Ines & Diana           | 2019                   |                       |
| Quênia             | Citizen TV                               | Blood Ties             | 20 de Janeiro de 2020  |                       |

### Transmissão na OPTO
Com o lançamento da OPTO, a plataforma de streaming da SIC, a 24 de novembro de 2020, a novela foi disponibilizada com os seus 322 episódios de produção.
Foi também exibida num canal FAST inserido na OPTO, a SIC Novelas, de 15 de março a 25 de dezembro de 2023, sendo substituída por Rosa Fogo.

## Banda sonora

### Faixas
| N.º | Título                            | Música                          | Personagem          | Duração |  |
| 1.  | "Estou Além"                      | Ana Vieira                      | Genérico            |         |  |
| 2.  | "Voar"                            | Tim & Companheiros de Aventuras | João                |         |  |
| 3.  | "Cara de Anjo Mau"                | Jorge Palma                     | Diana               |         |  |
| 4.  | "Eu Sei..."                       | Sara Tavares                    | Inês                |         |  |
| 5.  | "Tento Saber"                     | Nuno Guerreiro                  | João e Inês         |         |  |
| 6.  | "O Teu Nome"                      | Miguel Gameiro                  | Manel               |         |  |
| 7.  | "This Is the Life"                | Amy Macdonald                   |                     |         |  |
| 8.  | "Simple Words"                    | Fingertips                      |                     |         |  |
| 9.  | "Ordena Que Te Ame"               | Mundo Cão                       | Ricardo e Diana     |         |  |
| 10. | "Dá-me Tudo"                      | Mister Lizard                   | Bernardo Coutinho   |         |  |
| 11. | "Dizer Que Não"                   | Lúcia Moniz                     | Gabriela e Lourenço |         |  |
| 12. | "Amanhecer (Sempre Mais Uma Vez)" | Susana Félix                    | Adelaide            |         |  |
| 13. | "Alentejanas e Amorosas"          | Vitorino                        | Núcleo do Alentejo  |         |  |
| 14. | "Maria Lisboa"                    | Amália Rodrigues                |                     |         |  |
| 15. | "Vocês Sabem Lá"                  | Maria de Fátima Bravo           | Graciete            |         |  |
| 16. | "Guerra dos Sexos"                | The Fevers                      | Gi e Armando        |         |  |
| 17. | "A História de Lilly Braun"       | Susana Vieira                   |                     |         |  |
| 18. | "1000 Meere"                      | Tokio Hotel                     |                     |         |  |

## Audiências
"Laços de Sangue" teve no dia 12 de Setembro de 2010 uma festa de apresentação que conseguiu 9,9% de rating e 26,3% de share.
O seu 1.º episódio, exibido a 13 de Setembro de 2010, teve em média 9,5% de rating e 23,4% de share.
No 5.º episódio, 17 de Setembro de 2010, a novela registou o máximo da semana com 9,8% de audiência média e 24,9% de share.
No 6.º episódio, 20 de Setembro de 2010, a novela bateu um novo recorde com 9,9% de rating e 25,3% de share.
No dia 4 de Outubro de 2010, "Laços de Sangue" conseguiu mais um recorde de audiências ao registar 11,0% de rating e 31,3% de share.
No dia 8 de Janeiro de 2011, "Laços de Sangue" foi exibida pela primeira vez no sábado e bateu recorde com 13,5% de rating e 36,3% de share.
Uma semana depois, 15 de Janeiro, a novela voltou a aproveitar o facto de ter sido exibida ao sábado para se instalar em primeiro lugar do top dos mais vistos e bater recorde de share. Esse episódio registou 13,2% de rating e 36,5% de quota de mercado.
No dia 19 de Maio de 2011, "Laços de Sangue" bateu um novo recorde de share, com 12,5% de rating e 38,1% de share.
No dia 20 de Junho de 2011, a novela bateu o recorde do mês com 11,6% de rating e 31,3% de share.
No dia 4 de Julho de 2011, a novela bateu mais um novo recorde com 12,6% de rating e 33,4% de share.
No dia 7 de Julho, "Laços de Sangue" bateu o recorde do mês com 12,6% de rating e 35,3% de share.
No dia 4 de Agosto de 2011, "Laços de Sangue" bateu o recorde do mês, sendo o melhor índice desde janeiro, com 13,0% de rating e 37,4% de share.
No dia 12 de Setembro de 2011, "Laços de Sangue" bateu o recorde do mês com 12,9% de rating e 35,0% de share.
O último episódio, exibido num domingo, dia 2 de Outubro de 2011, a novela registou 16,2% de rating e 37,8% de share, e visto em média por 1 milhão e 500 mil espectadores, liderando o horário.
"Laços de Sangue" esteve em grelha mais de um ano e, no total, foram transmitidos 322 episódios que registaram 9,8% de audiência média e 28,2% de share.
| Média | Média     | Episódios exibidos | Rating | Share | Ref.   |
| ----- | --------- | ------------------ | ------ | ----- | ------ |
| 2010  | Setembro  | 14                 | 8,4%   | 21,9% | ...    |
| 2010  | Outubro   | 21                 | 8,1%   | 21,9% | ...    |
| 2010  | Novembro  | 22                 | 8,2%   | 25,7% | ...    |
| 2010  | Dezembro  | 23                 | 8,6%   | 25,9% | ...    |
| 2011  | Janeiro   | 26                 | 10,2%  | 28,9% | [ 38 ] |
| 2011  | Fevereiro | 24                 | 9,2%   | 26,3% | ...    |
| 2011  | Março     | 27                 | 9,4%   | 26,7% | ...    |
| 2011  | Abril     | 26                 | 9,6%   | 27,3% | ...    |
| 2011  | Maio      | 26                 | 10,2%  | 29,5% | ...    |
| 2011  | Junho     | 26                 | 10,0%  | 29,5% | ...    |
| 2011  | Julho     | 26                 | 10,7%  | 31,5% | ...    |
| 2011  | Agosto    | 27                 | 10,1%  | 29,4% | ...    |
| 2011  | Setembro  | 26                 | 11,1%  | 32,2% | ...    |
| 2011  | Outubro   | 2                  | 13,3%  | 38,2% | [ 39 ] |
| Total | Total     | 322                | 9,8%   | 28,2% | [ 36 ] |

### Reestreia
A reestreia de "Laços de Sangue" aconteceu no dia 10 de Outubro de 2016. O resultado foi de 3,6% de rating e 21,1% de share, liderando o horário.
Na final (R), "Laços de Sangue" vice-liderou as audiências com 3,1% de rating e 16,5% de share.

## Versões
- Vivir de Amor (2024) - Produzida por Salvador Mejía para o Las Estrellas, conta com Kimberly Dos Ramos e Emmanuel Palomares como protagonistas e Gala Montes e Joshua Gutiérrez como antagonistas.[42]

## Prémios
| Ano  | Prémio                     | Categoria         | Resultado |
| ---- | -------------------------- | ----------------- | --------- |
| 2011 | Prémios Emmy Internacional | Melhor Telenovela | Venceu    |
| 2011 | Troféus TV 7 Dias          | Melhor Novela     | Indicado  |
| 2012 | Troféus TV 7 Dias          | Melhor Novela     | Venceu    |

## Reações
Laços de Sangue foi reconhecida como a melhor na categoria internacional de Telenovela.
Durante mais de um ano de exibição a trama de Laços de Sangue mereceu a preferência dos portugueses e agora foi a vez do júri internacional a destacar. A já chamada "novela da nossa gente" venceu, a 21 de novembro em Nova Iorque, o Emmy para a melhor telenovela no 39th International Emmy Awards. O prémio foi entregue ao diretor-geral da SIC, Luís Marques, e ao diretor de entretenimento internacional da Rede Globo, Guilherme Bokel.
A telenovela portuguesa da SIC concorreu com outros três finalistas: ‘Araguaia’, da Rede Globo, ‘Contra las Cuerdas’, da Argentina e ‘Precious Hearts’, das Filipinas. Ao todo, foram 1000 programas inscritos, de 61 países, para disputar os títulos das 10 diferentes categorias, que foram analisados por mais de 800 jurados de 67 países.
| “ | este Emmy é um prémio à persistência, ao risco, ao fazer diferente e ao acreditar que é possível com uma boa equipa e um bom projeto ter sucesso | ” |

| “ | a coroação de um trabalho conjunto de duas grandes equipas- Brasil e Portugal- e três grandes produtoras: Globo SIC e SP | ” |

| “ | É motivo de satisfação de todo o Grupo Impresa | ” |

| “ | “Este prémio destaca a qualidade da ficção produzida em Portugal | ” |